# NGC 81
NGC 81 es una galaxia lenticular que se estima está a unos 270 millones de años luz de distancia en la constelación de Andrómeda.